# Thegiornalisti
Thegiornalisti est un groupe italien de pop, originaire de Rome, actif entre 2009 et 2019. Il se composait du batteur Marco Primavera et du multi-instrumentiste Marco Antonio Musella. Le chanteur Tommaso Paradiso, membre fondateur du groupe, quitte la formation en 2019, signant ainsi la fin du groupe.

## Histoire

### Débuts
Issus de la scène romaine, les trois membres fondateurs (Marco Primavera, Marco Antonio Musella et Tommaso Paradiso) se connaissent de longue date quand ils décident en 2009 de former un groupe. C'est Marco Primaveraqui propose le nom Thegiornalisti, mêlant anglais et italien et pouvant être traduit par "les journalistes". Comme indiqué dans une interview par les membres eux-mêmes, ce nom découle de leur souhait de raconter la vie quotidienne dans des paroles aussi proches que possible de la réalité, comme le font les journalistes lorsqu'ils rapportent les nouvelles. Le choix de l'article en anglais leur permettant de se distinguer de la profession en elle-même et d'être plus facilement reconnaissables à l'oral.
À partir de 2011, le groupe est accompagné en concert par le bassiste Gabriele Blandamura,. Le 3 septembre 2011, ils sortent leur premier album intitulé Vol. 1, suivi de Canzoni fuori, EP composé de 2 chansons, et de Vecchio, deuxième album studio sorti le 24 septembre 2012.

### FuoricampoetCompletamente Sold Out
En 2014, le groupe sort son troisième album Fuoricampo, qui reçoit de bonnes critiques de critiques dans la presse spécialisée. Le single Fine dell'estate, diffusé par Radio Deejay puis par d'autres radios nationales, contribue à les faire connaître du grand public.
Le 21 octobre 2016, le groupe sort son quatrième album studio Completamente Sold Out. L'album a ensuite été certifié disque d'or par la FIMI avec plus de 25 000 exemplaires vendus. À la suite d'une première tournée qui connaît un franc succès, avec toutes les dates jouées à guichet fermé, le groupe organise deux concerts géants dans des stades, le 9 mai 2017 au PalaLottomatica à Rome et le 11 mai 2017 au Mediolanum Forum Assago à Milan.

### Loveet départ de Paradiso
Le 21 mars 2018 sort le single This Our Stupid Love Song, suivi le 13 juin 2018 par Felicità puttana  et le 7 septembre 2018 par New York, tous extraits de Love, le cinquième album du groupe, sorti le 21 septembre 2018, dans la lignée de l'album précédent, mais dans un style plus pop et porté par une écriture plus intime.
Dix jours après le maxi-concert du 7 septembre 2019 organisé au Circo Massimo à Rome, Tommaso Paradiso a annoncé la dissolution du groupe en raison de tensions internes avec Musella et Primavera, mais ces derniers nient les faits et déclarent vouloir continuer avec un nouveau membre.

## Discographie

### Albums studio
- 2011 : Vol. 1
- 2012 : Vecchio
- 2014 : Fuoricampo
- 2016 : Completamente Sold Out
- 2018 : Love

### EP
- 2012 : Canzoni fuori